# Haplochromis ushindi
Haplochromis ushindi är en fiskart som beskrevs av Van Oijen 2004. Haplochromis ushindi ingår i släktet Haplochromis och familjen Cichlidae. IUCN kategoriserar arten globalt som akut hotad. Inga underarter finns listade i Catalogue of Life.